# دستین دستینه
دستین دستینه (انگلیسی: Destin Destine؛ زادهٔ ۱۸۹۵ - درگذشته نامشخص) تیرانداز اهل هائیتی بود.
وی در مسابقات کشوری و بین‌المللی در مجموع برندهٔ ۱ مدال برنز شده‌است.